# 岡野憲治
岡野 憲治（おかの けんじ、1946年10月 - ）は、日本の会計学者。松山大学名誉教授。専門は原価計算論、管理会計、特に製品ライフサイクル・コスティング。

## 来歴
1946年、広島県尾道市因島生まれ。1965年、広島県立尾道商業高等学校卒業。1971年、広島商科大学（現：広島修道大学）商学部卒業。1975年、広島大学大学院経済学研究科修士課程修了。1977年、松山商科大学（現：松山大学）経営学部助手。1978年、神戸大学大学院経営学研究科博士課程単位取得退学、松山商科大学専任講師。大学院時代は溝口一雄に師事した。1980年同助教授、1987年同教授。2015年、松山大学を任期満了につき退職、名誉教授。2019年からは倉敷芸術科学大学危機管理学部の非常勤講師を務める。
日本会計研究学会、日本原価計算研究学会、日本管理会計学会、現代経営学研究学会、アメリカ会計学会（米国）に所属する。神戸大学大学院経営学研究科の溝口研究室の先輩に当たる小林哲夫からライフサイクルコスティング研究の示唆を受け、主たる研究テーマとなった。

## 著作
単著
- 『ライフサイクル・コスティング その特質と展開』（同文舘出版、2003年）

共著
- （興津裕康）『簿記原理 改訂版』（白桃書房、2001年）
- 『現代管理会計論の展開』（森山書店、1993年）

共編著
- （興津裕康・吉田栄介）『基礎から学ぶ現代原価計算』（白桃書房、2002年）

論文
- 「ホーングレン管理会計論研究 - マネジメント・コントロール・システムのデザインを中心として - 」（松山商大論集39/4、1988年）
- 「アメリカ管理会計論の拡張と特質に関する一考察 - ホーングレンの直接原価計算アプローチを中心として - 」（広島大学経済論叢 14 / 3-4、1991年）
- 「現代管理会計論の特質-ホーングレンの研究を中心として-」（『原価計算研究』所収、1992年）

- 「ライフサイクル・コスティング研究序説」（松山大学創立七十周年記念論文集所収、1994年）
- 「ライフサイクル・コスティング研究の源流 - アメリカ国防省を中心とするライフサイクル・コスティング研究 - 」（『会計』147 / 6所収、1995年）
- 『ライフサイクル・コスティング研究序説－実践的展開を中心として－』（松山大学総合研究所所報 第21号、1997年）
- 『ライフサイクルコスティングの展開－理論的展開を中心として－』松山大学総合研究所所報　第24号、1998年）
- 『ライフサイクル・コスティング研究の基礎 - 歴史的展開過程の一断面を対象として－』（松山大学総合研究所所報 第29号、2000年）
- 『ライフサイクル・コスティングの研究 - ドイツ・ライフサイクル・コスティングを視野に入れて』（松山大学総合研究所所報 第47号、2005年）
- 『ライフサイクル・コスティングの研究　－　行政機関のライフサイクル・コスティングを中心として』（松山大学総合研究所所報 第51号、2007年）
- 『ライフサイクル・コスティングの基礎的研究 - その方法の体系化研究序説 - 』（松山大学研究モノグラフ1号、2002年）
- 『ライフサイクル・コスティング - 戦略的コスト・マネジメントへのアプローチ - 』松山大学研究モノグラフ3号、2004年）
- 『ライフサイクル・コスティング - アメリカ国防総省調達制度近代化の基礎 - 』松山大学研究モノグラフ4号、2004年）
- 『ライフサイクル・コスティング - イギリスにおける展開 - 』（松山大学研究モノグラフ5号、2005年）